# Bahnhof Police Zakład

Police Zakład ist eine ehemalige Eisenbahnhaltestelle der Bahnstrecke Szczecin–Trzebież Szczeciński auf dem Gebiet der polnischen Stadt Police, Woiwodschaft Westpommern.

## Allgemeine Informationen
Sie wurde in den 1970er Jahren eröffnet, um den Arbeitern einen bequemeren Zugang zu Chemiewerke „Police“ zu ermöglichen. Im Jahre 2002 wurde der Bahnhof gleich mit der ganzen Strecke im Personenverkehr eingestellt. Die nächste Bushaltestelle heißt „Police Zakłady Chemiczne“.